# George F. Bond
Le capitaine George Foote Bond, né le 14 novembre 1915 et mort le 3 janvier 1983 était un médecin de la marine américaine qui était connu comme un leader dans le domaine de la médecine sous-marine et hyperbare et le « père de la plongée à saturation »,.
Alors qu'il était officier responsable au laboratoire de recherche médicale de la marine à Groton, au Connecticut, il a mené ses premières expériences sur les techniques de plongée à saturation. En 1957, Bond a lancé le projet Genesis pour prouver que les humains pouvaient en fait supporter une exposition prolongée à différents gaz respiratoires et à des pressions environnementales accrues. Une fois la saturation atteinte, le temps nécessaire à la décompression ne dépend que de la profondeur et des gaz respirés. Ce fut le début de la plongée à saturation et du programme « Man in the Sea » de la marine américaine.
Les deux premières phases du projet Genesis consistaient à exposer les animaux à la saturation en divers gaz respiratoires. En 1962, l'intérêt porté aux atmosphères d'hélium et d'oxygène pour les vols spatiaux habités a rendu la phase C possible. La phase C consistait à saturer trois sujets dans une même atmosphère (surface) dans un environnement contenant 21,6 % d'oxygène, 4 % d'azote et 74,4 % d'hélium pendant six jours,. Lors des expériences de la phase D menées par l'unité de plongée expérimentale de la marine américaine en 1963, les sujets ont effectué la première plongée à saturation au monde à une profondeur de 30,5 m d'eau de mer dans un environnement contenant 7 % d'oxygène, 7 % d'azote et 86 % d'hélium pendant six jours. Lors des essais de la phase E en 1963, les plongeurs ont été saturés pendant douze jours à 60 m d'eau de mer en respirant 3,9% d'oxygène, 6,5% d'azote et 89,6% d'hélium. Une ascension linéaire de 27 heures a été effectuée à partir de la saturation,.
Bond a initié et servi comme médecin-chef et chercheur principal du programme SEALAB de la marine américaine.